# Франклін Тауншип (округ Лайкомінг, Пенсільванія)
Франклін Тауншип (англ. Franklin Township) — селище (англ. township) в США, в окрузі Лайкомінг штату Пенсільванія. Населення — 903 особи (2020).

## Демографія
Згідно з переписом 2010 року, у селищі мешкали 933 особи в 365 домогосподарствах у складі 271 родини. Було 422 помешкання
Расовий склад населення:
| - 99,0 % — білих - 0,4 % — корінних американців - 0,1 % — азіатів |

До двох чи більше рас належало 0,4 %. Частка іспаномовних становила 0,0 % від усіх жителів.
За віковим діапазоном населення розподілялося таким чином: 21,8 % — особи молодші 18 років, 62,7 % — особи у віці 18—64 років, 15,5 % — особи у віці 65 років та старші. Медіана віку мешканця становила 42,6 року. На 100 осіб жіночої статі у селищі припадало 102,4 чоловіків;  на 100 жінок у віці від 18 років та старших — 99,5 чоловіків також старших 18 років.
Середній дохід на одне домашнє господарство  становив 56 073 долари США (медіана — 48 214), а середній дохід на одну сім'ю — 64 934 долари (медіана — 54 853). Медіана доходів становила 40 598 доларів для чоловіків та 31 250 доларів для жінок. За межею бідності перебувало 9,5 % осіб, у тому числі 7,3 % дітей у віці до 18 років та 11,2 % осіб у віці 65 років та старших.
Цивільне працевлаштоване населення становило 453 особи. Основні галузі зайнятості: освіта, охорона здоров'я та соціальна допомога — 21,6 %, виробництво — 15,2 %, роздрібна торгівля — 12,6 %, будівництво — 10,6 %.